# Skalne poslikave v Dadzuju
Skalne rezbarije Dadzu (kitajsko: 大足石刻; pinjin: Dàzú Shíkè) so serija kitajskih verskih skulptur in rezbarij ter Unescov seznam svetovne dediščine v okrožju Dadzu v Čongčingu na Kitajskem. Rezbarije segajo v 7. stoletje našega štetja in prikazujejo budistična, konfucijanska in taoistična prepričanja, na katera so vplivala. Nekatere so v skalnih jamskih svetiščih v običajnem kitajskem budističnem slogu, številne druge pa so skalni reliefi, vklesani v odprte skalne stene. Skalne rezbarije Dadzu, ki so bile leta 1999 uvrščene na seznam svetovne dediščine, so sestavljene iz 75 zaščitenih najdišč, ki vsebujejo približno 50.000 kipov z več kot 100.000 kitajskimi znaki, ki tvorijo napise in epigrafe. Najdišča so v občini Čongčing znotraj strmih pobočij okrožja Dadzu, približno 165 kilometrov zahodno od mestnega območja Čongčinga. Najbolj opazni deli skalne jame so na gori Baoding in gori Beišan.

## Opis
Skalne rezbarije Dadzu so na 5 lokacijah v okrožju Dadzu v občini Čongčing: Beišan, Baodingšan, Nanšan, Šidžuanšan in Šimenšan.
- Beišan (Severna gora) vsebuje dve skupini skalnih rezbarij in skulptur vzdolž 300 metrov dolge pečine. Te izvirajo iz 9. do 12. stoletja in prikazujejo tantrično budistične in taoistične teme.
- Baodingšan (Gora Baoding) vključuje rezbarije v dolini v obliki črke U v bližini Paviljona dolgoživosti, ki izvirajo iz 12. in 13. stoletja. Izklesane figure, ki se raztezajo 500 metrov, poleg posvetnega življenja prikazujejo tudi teme tantričnega budizma.
- Na Nanšanu (Južna gora) skalna umetnost izvira iz dinastije Song med vladavino cesarja Šao Šinga in prikazuje taoistične teme in simbole. Poleg tega je na voljo stela, ki beleži zgodovino Sečuana po mongolski invaziji v 13. stoletju.
- Rezbarije v Šidžuanšanu (gora Šidžuan) izvirajo iz začetka 12. stoletja in na edinstven način združujejo v skalo izklesane skulpture ter rezbarije, ki skupaj prikazujejo taoizem, konfucianizem in budizem. Za najvidnejše skulpture v jami naj bi bil izklesan kipar Ven Vidžjan, znani kipar tistega časa.
- V Šimenšanu (gora Šimen) so rezbarije iz 12. stoletja, vključno s kipi žadastega cesarja in več bogov.

## Zgodovina
Tehnika skalnih rezbarij morda izvira iz starodavne Indije. Najzgodnejše rezbarije so se začele leta 650 n. št. v zgodnji dinastiji Tang, vendar se je glavno obdobje njihovega nastajanja začelo konec 9. stoletja, ko je bil Vei Džundžing, prefekt Čangdžova, pionir rezbarij na gori Beišan, njegovemu zgledu pa so po propadu dinastije Tang sledili lokalni in plemiški prebivalci, menihi in nune ter navadni ljudje v obdobju petih dinastij in desetih držav (907–65). V 12. stoletju, v času dinastije Song, je budistični menih Džao Džifeng začel delati na dovršenih skulpturah in rezbarijah na gori Baoding in temu projektu posvetil 70 let svojega življenja. Za razliko od večine zbirk skalnih rezbarij skalne rezbarije Dadzu vključujejo kipe, ki predstavljajo vse tri glavne religije: budizem, taoizem in konfucijanstvo.
Rezbarije, ki so bile dolga leta zaprte za obiskovalce, so bile leta 1961 odprte za kitajske popotnike in leta 1980 za tuje obiskovalce. Do leta 1975 je bila med mestom Dadzu in glavnim skupkom rezbarij le blatna pot.
Rezbarije so bile leta 1999 uvrščene na seznam svetovne dediščine, pri čemer so navedli »... njihovo estetsko kakovost, bogato raznolikost tem, tako posvetnih kot verskih, in luč, ki so jo osvetlile vsakdanje življenje na Kitajskem v tem obdobju. Predstavljajo izjemen dokaz harmonične sinteze budizma, taoizma in konfucijanstva«.